# Masakra w Błoniu (1939)
Masakra w Błoniu (1939) – zbrodnia wojenna popełniona przez Niemców podczas kampanii wrześniowej 1939 roku.
W nocy z 18 na 19 września 1939 naczelny kapelmistrz pułku Leibstandarte SS „Adolf Hitler” polecił rozstrzelać w Błoniu około 50 osób (w większości Żydów). Mimo całkowicie bezprawnego charakteru tej egzekucji, sprawca pozostał bezkarny.

## Przebieg masakry
13 września 1939 oddziały niemieckie wkroczyły do Błonia. Na terenie miejscowej fabryki zapałek okupanci zorganizowali przyfrontowy skład zaopatrzenia, nadzorowany przez służby tyłowe SS. Do pracy przy obsłudze bazy Niemcy zmusili kilkuset polskich i żydowskich mężczyzn z Błonia. Przymusowi robotnicy byli traktowani w sposób brutalny, na terenie fabryki często miały także miejsce doraźne egzekucje.
Do największej zbrodni doszło w nocy z 18 na 19 września 1939. Naczelny kapelmistrz pułku Leibstandarte SS „Adolf Hitler”, Hermann Müller-John, polecił wówczas rozstrzelać około 50 więźniów cywilnych. Część źródeł podaje, że wszystkie ofiary były pochodzenia żydowskiego. Z relacji Rajli Sapot wynika natomiast, że esesmani rozstrzelali wówczas 40 Żydów oraz „pewną liczbę” Polaków. 
Polski Czerwony Krzyż oraz żydowskie Bractwo Pogrzebowe pochowały zamordowanych we wspólnej zbiorowej mogile.

## Odpowiedzialność sprawców
Na wieść o masakrze dowódca 29. Dywizji Zmotoryzowanej, generał Joachim Lemelsen, polecił aresztować kapelmistrza. Ten bronił się jednak twierdząc, że działał na podstawie odgórnego rozkazu. Lemelsen wystosował więc w tej sprawie zapytanie do sztabu Grupy Armii „Południe”. Jej dowódca, generał Gerd von Rundstedt, zaprzeczył istnieniu zarządzenia ws. likwidacji Żydów i polecił postawić esesmana przed sądem wojennym. 22 września Lemelsen otrzymał ze sztabu XV Korpusu Armijnego polecenie przewiezienia kapelmistrza do Berlina (celem osądzenia). Müller-John zwrócił się jednak o pomoc do dowódcy LSSAH, SS-Obergruppenführera Josepha „Seppa” Dietricha. Ten osobiście ujął się za swym podwładnym u samego Hitlera. W rezultacie Hermann Müller-John nie poniósł odpowiedzialności karnej za swoją zbrodnię.
W kolejnych latach Müller-John kontynuował służbę w szeregach Waffen-SS. 8 maja 1945, na wieść o kapitulacji III Rzeszy, zastrzelił swoją żonę i dziecko po czym popełnił samobójstwo.